# Pseudepipona familiaris
Pseudepipona familiaris är en stekelart som först beskrevs av Giordani Soika.  Pseudepipona familiaris ingår i släktet Pseudepipona och familjen Eumenidae. Inga underarter finns listade i Catalogue of Life.